# Rio Água Santa Isabel
O Rio Água Santa Isabel é um curso de água do arquipélago de São Tomé e Príncipe, localizado no distrito de Lembá, ilha de São Tomé, corre para Este até encontrar o mar na Praia Pequena.